# Nuño Coresma
Nuño Coresma (Tordesillas o San Román de Hornija, Imperio español, 1600 – Mozambique portugués, octubre de 1650), también conocido por su nombre latinizado de Nonius Quaresma, fue un misionero jesuita español en la India portuguesa y el reino de Guge del Tíbet occidental.

## Biografía
A los 16 años Nuño Coresma ingresó en la orden de los jesuitas y en 1625 partió hacia el patriarcado de las Indias Orientales, en Goa (India portuguesa).

### Tíbet
Coresma dirigió en 1635 la segunda expedición a Tsaparang, capital del reino de Guge en el Tíbet occidental, junto con otros seis jesuitas, entre ellos Manuel Marques. Durante la gran hambruna que se extendió al reino de Garhwal, murieron cinco de sus seis compañeros de viaje. Durante su estancia, la situación en Guge se había deteriorado y él y Marques estuvieron cautivos en su casa durante algún tiempo por un grupo de soldados, como lo demuestra una carta que escribió el 14 de diciembre de 1635. Finalmente fueron deportados y llegaron a Agra el 11 de diciembre de 1635.
A diferencia de António de Andrade, que había visitado el Tíbet en los veranos de 1623 y 1624, se mostraba francamente negativo con respecto a los tibetanos. Creía que la gente era incapaz de comprender los misterios del cristianismo y la describió como muy pobre, incivilizada y grosera de una manera que nunca antes había visto. Según Coresma, los templos sólo se visitaban para comer y beber.

### Regreso a la India
Después de regresar de Tsaparang fue nombrado director del colegio de Tanna o Thana en la isla de Salsete. Parece haber sido enviado a Europa en 1641, dado que después de ese año su nombre ya no aparece en los catálogos. Sin embargo, su nombre aparece una vez más en una lista de 1653, indicando que desapareció en un viaje a la India en octubre de 1650, frente a la costa de Mozambique, cerca del río Licungo.